# Victor Kraft
Victor Kraft (Viena, 4 de julio de 1880 - íd., 3 de enero de 1975) fue un filósofo y bibliotecario austriaco, conocido por haber sido miembro del Círculo de Viena. 

## Biografía
Kraft estudió filosofía, geografía e historia en la Universidad de Viena. Participó en los eventos de la Sociedad Filosófica Universitaria, así como en círculos privados (especialmente con Oskar Ewald, Otto Weininger y Othmar Spann). Obtuvo en 1903 su Ph.D. con una disertación llamada "El Conocimiento del Mundo Exterior". Luego se mudó a Berlín a continuar sus estudios con los maestros Georg Simmel, Wilhelm Dilthey y Carl Stumpf. Kraft empezó a trabajar en la biblioteca universitaria en 1912. En 1914 completó su habilitación bajo la guía de Adolf Stöhr, con su libro "Weltbegriff und Erkenntnisbegriff" ("El Concepto de Mundo y el Concepto de Conocimiento). Kraft asistía regularmente al Círculo de Viena hasta su disolución, y al mismo tiempo era también miembro del círculo de Theodor Gomperz y mantenía contactos con la periferia del Círculo de Viena (por ejemplo, con Karl Popper). Victor Kraft recibió el título de profesor asociado de filosofía teórica en 1924.
Tras la invasión nazi a Austria, Kraft fue forzado a dejar su posición en la biblioteca a causa de la ascendencia judía de su esposa, además de perder su habilitación como profesor universitario. Kraft continuó su investigación filosófica con grandes dificultades como "emigrante interno" durante el régimen nazi.
Recuperó su puesto en la universidad en 1945, y se convirtió en Generalstaatsbibliothekar (bibliotecario nacional) dos años después. En 1950 obtuvo el grado de profesor a tiempo completo y codirector de la escuela de filosofía. Se retiró de sus trabajos en la universidad en 1952, pero siguió con sus investigaciones y publicando hasta su muerte.

## Obra
Entre los empiristas lógicos, Kraft representa una postura única: él escribió sobre un empirismo no sensualista con una estructura hipotético-deductiva. Antes de la Primera Guerra Mundial (y antes de su ingreso al Círculo de Viena), Kraft dedicó la mayoría de sus lecturas y publicaciones a la promoción de la filosofía de la ciencia. También hizo importantes contribuciones al establecimiento de la ética como una ciencia y escribió sobre la teoría de la geografía y la filosofía de la historia. 